# Saint-Charles-sur-Richelieu
Saint-Charles-sur-Richelieu, antes llamada Saint-Louis, Debartzch, Saint-Charles-Borromée, Saint-Charles de la Rivière Chambly y Saint-Charles, es un municipio de la provincia de Quebec, Canadá. Es una de las ciudades pertenecientes al municipio regional de condado de La Vallée-du-Richelieu y, a su vez, de la región de Montérégie-Est en Montérégie.

## Geografía

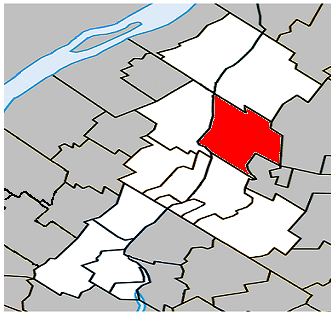
Ubicación de Saint-Charles-sur-Richelieu en La Vallée-du-Richelieu.

El territorio de Saint-Charles-sur-Richelieu está ubicado entre Saint-Denis-sur-Richelieu al norte, La Présentation al este, Sainte-Marie-Madeleine al sureste, Mont-Saint-Hilaire al sur, Saint-Marc-sur-Richelieu al oeste así como Saint-Antoine-sur-Richelieu al noroeste. Tiene una superficie total de 67,88 km² cuyos 67,71 km² son tierra firme. Saint-Charles-sur-Richelieu está ubicado por la orilla derecha del río Richelieu 15 km al norte de Mont-Saint-Hilaire, en la planicie de San Lorenzo.

## Historia
En 1695, Louis de Buade de Frontenac, gobernador de Nueva Francia, concedió el señorío de Saint-François-le-Neuf o señorío de l'Île-aux-Cerfs. El aérea porte el nombre de Saint-Charles desde hacía 1764 y los textos jurídicos de este era hablan del fief y señorío Saint-Charles. Este topónimo recordaría a Charles Huault de Montmagny (hacia 1583-hacia 1653), 2.o gobernador de Nueva Francia (1636-1648) La parroquia católica Saint-Louis fue fundada en 1740. Durante el regime inglés en 1825, la parroquia se volvió oficialmente Saint-Charles-Boromée. El señor Pierre-Doninique Debartzch publicó el periódico L'Echo du Pays, de 1833 a 1836, para promover las ideas de la Rebelión de los Patriotas. El periódico Le Glaneur le sucedió en 1836-1837. El 23 de octubre de 1837 fue la Assemblée des Six Comtés (Asamblea de los Seis Condados) en la cual participaron Louis-Joseph Papineau, Nelson, Chénier, Rodier, Dorion y aproximativamente 5000 Patriotas contra el poder inglés. Los Patriotas adoptaron las trece resoluciones. En noviembre de mismo año, los Patriotas perdieron contra las tropas ingleses, que incendiaron el pueblo. El primero municipio llamado Saint-Charles de la Rivière Chambly fue creado en 1845 pero abolido en 1847. El municipio de parroquia de Saint-Charles fue instituyó en 1855. Une parte del territorio se volvió el municipio de pueblo de Saint-Charles-sur-Richelieu en 1924. El municipio actual resultó de la unión de estos dos municipios en 1995.

## Política
El alcalde está Sébastien Raymond. El consejo municipal de seis miembros está elegido sin división territorial. El municipio está incluso de las circunscripciones electorales de Borduas a nivel provincial y de Verchères-Les Patriotes a nivel federal.

## Demografía
Según el censo de 2011, había 1643 habitantes (llamados (en francés) Charlerivains y Charlerivaines) en este municipio con una densidad de población de 25,2 hab./km². Los datos del censo mostraron que de las 1742 personas censadas en 2006, en 2011 hubo un disminución de 99 habitantes (-5,7 %). El número total de inmuebles particulares resultó de 698. El número total de viviendas particulares que se encontraban ocupadas por residentes habituales fue de 675.

## Sociedad

### Personalidades
- Charles Huault de Montmagny (hacia 1583-hacia 1653), gobernador de Nueva Francia
- Pierre-Dominique Debartzch (1782-1846), señor